# U-233
O Unterseeboot 233 foi um submarino alemão que serviu na Kriegsmarine durante a Segunda Guerra Mundial.